# Col de Wurzen
Le col de Wurzen (Wurzenpass en allemand, d'après le nom du hameau de Podkoren dans cette langue), ou Korensko sedlo en slovène, est un col alpin dans le massif des Karavanke entre la Carinthie en Autriche et la Haute-Carniole en Slovénie, sur la route Ljubljana - Jesenice - Kranjska Gora - Villach. Avec une altitude de 1 071 ou 1 072 m d'altitude, c'est un des cols de montagne les moins élevés de Slovénie. Jusqu'à l'ouverture du tunnel des Karawanken, qui est soumis à péage en 1991, le col de Wurzen avec sa route de col étroite et sinueuse et surtout une déclivité jusqu'à 18 % (avec une voie de secours dans la zone en lacet la plus basse) était l'un des postes frontaliers les plus importants vers la Slovénie ou la Yougoslavie, mais a aujourd'hui principalement une importance touristique depuis l'ouverture du tunnel.
La Wurzenpass-Straße mène sur le col, du côté autrichien via la B109, et du côté slovène via la R201.